# Смена установок (психология)
Смена установки — это исполнительная функция, которая включает в себя способность неосознанно переключать внимание с одной задачи на другую. Напротив, когнитивный сдвиг — очень похожая исполнительная функция, но она включает в себя сознательное (а не бессознательное) изменение внимания. Вместе эти две функции являются подкатегориями более широкой концепции когнитивной гибкости.
Переключение задач позволяет человеку быстро и эффективно адаптироваться к различным ситуациям. Его часто изучают когнитивные и экспериментальные психологи, и его можно проверить экспериментально с помощью таких задач, как Висконсинский тест сортировки карточек. Дефицит переключения задач, как правило, наблюдается у пациентов с болезнью Паркинсона, и у людей в спектре аутизма.